# Ciklobután
A ciklobután a cikloalkánok közé tartozó szerves vegyület, összegképlete C4H8. A ciklobután színtelen gáz, kereskedelmi forgalomban cseppfolyósított állapotban kapható. A származékait ciklobutánoknak nevezzük. Magának a ciklobutánnak nincs nagy jelentősége, de bonyolultabb származékait a biológiában és biotechnológiában használják.

## Szerkezet
A ciklobutánban a gyűrűfeszültség kisebb mint a ciklopropánban, de jóval nagyobb mint a ciklohexánban. Emiatt a ciklobután mintegy 500 °C felett instabil. A négy szénatom nem egy síkban van, a molekula enyhén hajlított alakot vesz fel („háztető konformáció”), így a hidrogének fedő állásából származó feszültség valamelyest csökken. A molekula hajlásszöge 27,9°, a diéderes szög mintegy 25°. Az egymással ekvivalens hajlított konformerek egymásba átalakulnak:

## Biológiai jelentőség
A ciklobutángyűrű megtalálható a természetben például a pentacikloanammoxisavban, melyet baktériumokban találtak meg egy (feltehetően védő)membrán alkotójaként.

## Előállítás
Számos módszer létezik a ciklobutánok előállítására. Alkének UV-besugárzás hatására dimerizálódnak. 1,4-dihalogénbután-származékok redukáló fémekkel végzett dehalogénezés során ciklobutánokká alakulnak.

## Fordítás
Ez a szócikk részben vagy egészben  a   Cyclobutane című angol Wikipédia-szócikk fordításán alapul.  Az eredeti cikk szerkesztőit annak laptörténete sorolja fel. Ez a jelzés csupán a megfogalmazás eredetét és a szerzői jogokat jelzi, nem szolgál a cikkben szereplő információk forrásmegjelöléseként.